# England (Buch am Erlbach)
England (Betonung auf der letzten Silbe) ist ein Ortsteil von Buch am Erlbach im niederbayerischen Landkreis Landshut.

## Geographie
Die Einöde liegt circa zwei Kilometer südlich von Buch am Erlbach.

## Geschichte
England wird als Lenginlan zwischen 1048 und 1068 erstmals in den Traditionen des Klosters Tegernsee genannt, als der Freie Richer von Thann und seine Schwester Wihrat durch den Edlen Ansfrid Besitz in England dem Kloster übereignen. 